# Krzysztof Berendt
Krzysztof Berendt (ur. 2 lutego 1971 w Bydgoszczy) – polski piłkarz występujący na pozycji napastnika.

## Życiorys
Wychowanek Zawiszy Bydgoszcz. Na początku 1988 roku został włączony do pierwszej drużyny. W sezonie 1988/1989 wystąpił w jednym meczu II ligi, a jego klub awansował wówczas do I ligi. W tej klasie rozgrywkowej zadebiutował 3 marca 1990 roku w wygranym 1:0 spotkaniu ze Śląskiem Wrocław. Ogółem w barwach Zawiszy rozegrał 65 meczów w I lidze, zdobywając 11 goli. W 1992 roku wystąpił w meczu mistrzostw Europy U-21 przeciwko Danii, zakończonym remisem 1:1.
9 czerwca 1992 roku jako pasażer uczestniczył w wypadku samochodowym, kiedy to w miejscowości Stryszek samochód, którym podróżował, wypadł z drogi. W następstwie wydarzenia uszkodzeniu uległ pień mózgu Berendta, a piłkarz przez tydzień pozostawał w śpiączce, po czym zaczął mieć problemy z pamięcią i ataki padaczki. W 1995 roku wyjechał do Niemiec i wznowił karierę w lokalnych klubach: CFC Hertha 06 i POC Olympia Berlin. W 1998 roku wrócił do Polski, gdzie przez rok występował w Brdzie Bydgoszcz. Rok później zakończył karierę.
Żonaty z Agnieszką, z którą ma syna i córkę.

## Statystyki ligowe
| Sezon         | Klub              | Liga    | Mecze | Gole |
| ------------- | ----------------- | ------- | ----- | ---- |
| 1987/1988 (w) | Zawisza Bydgoszcz | II liga | 0     | 0    |
| 1988/1989     | Zawisza Bydgoszcz | II liga | 1     | 0    |
| 1989/1990     | Zawisza Bydgoszcz | I liga  | 10    | 0    |
| 1990/1991     | Zawisza Bydgoszcz | I liga  | 26    | 3    |
| 1991/1992     | Zawisza Bydgoszcz | I liga  | 29    | 8    |